# Teva Pharmaceutical Industries Ltd.
Teva Pharmaceutical Industries Ltd. (en hebreu: טבע תעשיות פרמצבטיות בע"מ) és una companyia farmacèutica israeliana, la seva caserna general es troba a Petah Tikva, Israel. Aquesta empresa està especialitzada en medicaments genèrics i ingredients actius. És el principal fabricant de medicaments genèrics al món i una de les 20 companyies farmacèutiques més grans del Món.

## Història
En l'any 2007 les seves vendes van suposar un total de 9.400 milions de dòlars, el 80% a Europa i Amèrica del Nord. Després de la compra de l'empresa nord-americana Ivax Corporation, al gener de 2006, Teva va aconseguir 28.000 empleats distribuïts en 50 països. Les seves instal·lacions es troben a Israel, Amèrica del Nord, Europa i Amèrica del Sud. Teva és en l'actualitat la novena empresa per capitalització de mercat segons el Nasdaq, per darrere de Gilead (febrer de 2009).

## Productes

### Farmacèutics
- Copaxone
- Nerventra
- Rasagilina
- Venlafaxina

## Subsidiaris
- Amèrica del Nord
  - Barr Pharmaceuticals
  - Teva Pharmaceuticals USA
  - Plantex USA
  - Teva Parenteral Medicines
  - Teva Specialty Pharmaceuticals
  - Teva Biopharmaceuticals USA
  - Teva Neuroscience
  - Teva Neuroscience Canada
  - Teva Novopharm
  - Teva Mexico
  - Teva Animal Health
- Amèrica Llatina
  - Laboratoris Elmor S.A
  - Teva Pharmaceuticals Curaçao N.V.
  - Ivax Argentina
  - Laboratorio de Chile
  - Teva Brazil
  - Teva Perú (Corporació Medco i Infarmasa)
- Europa
  - Pliva Croatia
  - Teva Pharmaceuticals Europe B.V.
  - Teva Pharmachemie B.V.
  - Plantex Chemicals B.V.
  - Teva Pharma UK
  - Teva UK Limited
  - Teva Pharmaceuticals Ireland
  - Teva Pharmaceutical Works Ltd.
  - Teva Hungary Ltd.
  - Teva Classics France
  - Teva Group Germany
  - Teva Pharma Itàlia S.r.I.
  - Teva Pharmaceutical Fine Chemicals S.r.I.
  - Sicor Italy S.r.I.
  - Prosintex - ICI
  - Teva Belgium
  - Sicor Biotech UAB
  - Teva Pharmaceuticals CR, s.r.o.
  - Teva Pharmaceuticals Slovakia, s.r.o.
  - Teva Pharma Ag
  - Sicor Europe
  - Teva Sweden AB
  - Teva Finland Oy
  - Teva API International Spain
  - Teva Genèrics Espanya lloc web Arxivat 2017-02-14 a Wayback Machine.
  - Teva Pharma Portugal Ltd.
  - Teva Bulgària
  - Teva Moscow
  - Teva Belarus
  - Teva Ukraine
  - Teva Kazakhstan
  - Teva Pharmaceuticals Polska (Poland)
- Àsia
  - Teva Singapore
  - Teva Japan
  - Teva API Índia Ltd.
- Àfrica
  - Assia Pharmaceuticals Ltd.
  - Teva Pharmaceuticals (Pty) Ltd.